# Blue Angels
Blue Angels (Ángeles Azules) es el nombre del escuadrón de demostración de vuelo de la Armada de los Estados Unidos. Formado en 1946 tras la Segunda Guerra Mundial, es el primer equipo de demostración aérea militar con carácter oficial.

## Descripción

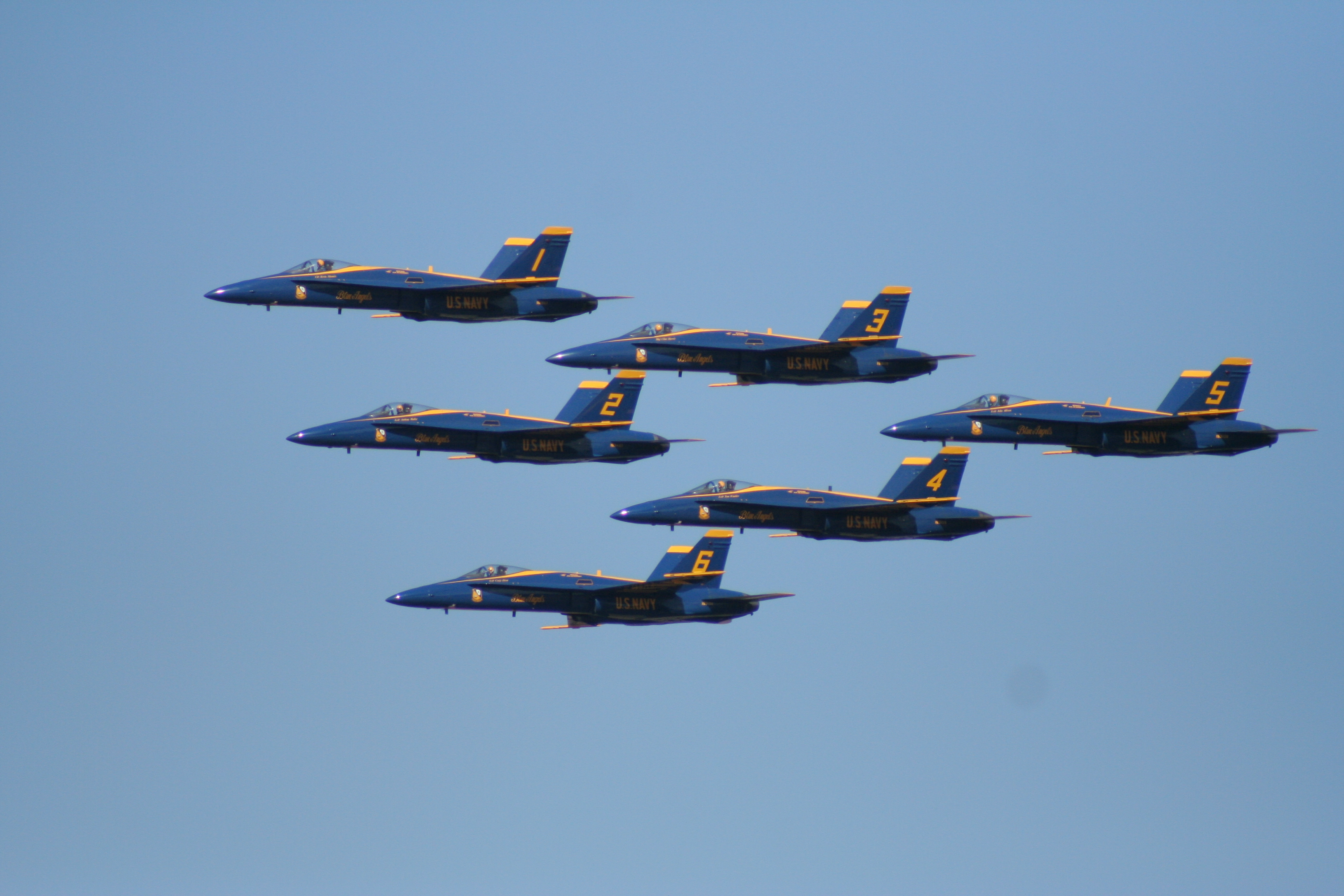
Oregon International Airshow 2007.

El equipo empezó con una formación de tres aeronaves y más tarde le unió otra más. Actualmente la formación tiene seis aeronaves más una usada como reserva o para ofrecer vuelos a personalidades.
El equipo se divide en "el Diamante" (Blue Angels 1 a 4) y los Solos (Blue Angels 5 y 6). La mayoría de sus exhibiciones alternan entre acrobacias realizadas por el Diamante y aquellas efectuadas por los Solos. El Diamante en formación cerrada y normalmente a bajas velocidades, efectúa maniobras como loopings en formación, toneles en formación y transiciones de una formación a otra. Mientras los Blue Angels 1, 2, 3, 5 y 6 son pilotos de la Armada (Navy), el Blue Angels 4 está reservado para un piloto de los Marines.
Los Solos normalmente realizan maniobras justo por debajo de la velocidad del sonido, las cuales muestran las capacidades de los F/A-18 Hornet mediante la ejecución de pasadas a alta y baja velocidad, toneles lentos y rápidos y virajes muy cerrados. Algunas de las maniobras incluyen a ambos solos a la vez, como pasadas opuestas (el uno hacia el otro en lo que aparenta una trayectoria de colisión, pasando muy cerca entre sí) y formaciones en espejo (espalda con espalda, panza con panza o ala con ala, con un avión volando en invertido).
Al final de la exhibición, los seis aviones se unen en la formación Delta. Tras una serie de pasadas rasantes, giros, loopings y toneles efectuados en esta formación, ejecutan la firma del equipo: la maniobra de cierre Flor de Lis.
Los parámetros de cada exhibición deben ser ajustados a la visibilidad local: en tiempo claro, ejecutan el programa «alto», con el cielo cubierto, los espectadores verán el programa «bajo», y en visibilidad limitada (si el tiempo lo permite) el programa «plano» es el que se efectúa. El programa «alto» requiere un techo de 8.000 pies (2.400 m) y una visibilidad de 3 millas náuticas (6 km) desde el punto central de la exhibición. El techo de los programas «bajo» y «plano» son de 3.500 pies (1.070 m) y 1.500 pies (460 m) respectivamente.

## Aviones utilizados
| Avión                                     | Periodo                               |
| ----------------------------------------- | ------------------------------------- |
| Grumman F6F Hellcat                       | junio de 1946 - agosto de 1946        |
| Grumman F8F Bearcat                       | agosto de 1946 - 1949                 |
| Grumman F9F Panther (primero de reacción) | 1949 - junio de 1950                  |
| Grumman F9F Panther                       | 1951 - 1954                           |
| Chance Vought F7U Cutlass                 | 1953                                  |
| Grumman F9F Cougar                        | 1955 - mediados de 1957               |
| Grumman F11F Tiger (primero supersónico)  | Mediados de 1957 - 1969               |
| McDonnell F-4 Phantom II                  | 1969 - diciembre de 1974              |
| Douglas A-4 Skyhawk                       | diciembre de 1974 - noviembre de 1986 |
| McDonnell Douglas F/A-18 Hornet           | noviembre de 1986 - 2020              |
| Boeing F/A-18 Super Hornet                | 2021–                                 |

Aeronaves de apoyo
1. JRB Expeditor (Beech 18): 1949–?
2. Douglas R4D-6 Skytrain: 1949–1955
3. Curtiss R5C Commando: 1953
4. Douglas R5D Skymaster: 1956–1968

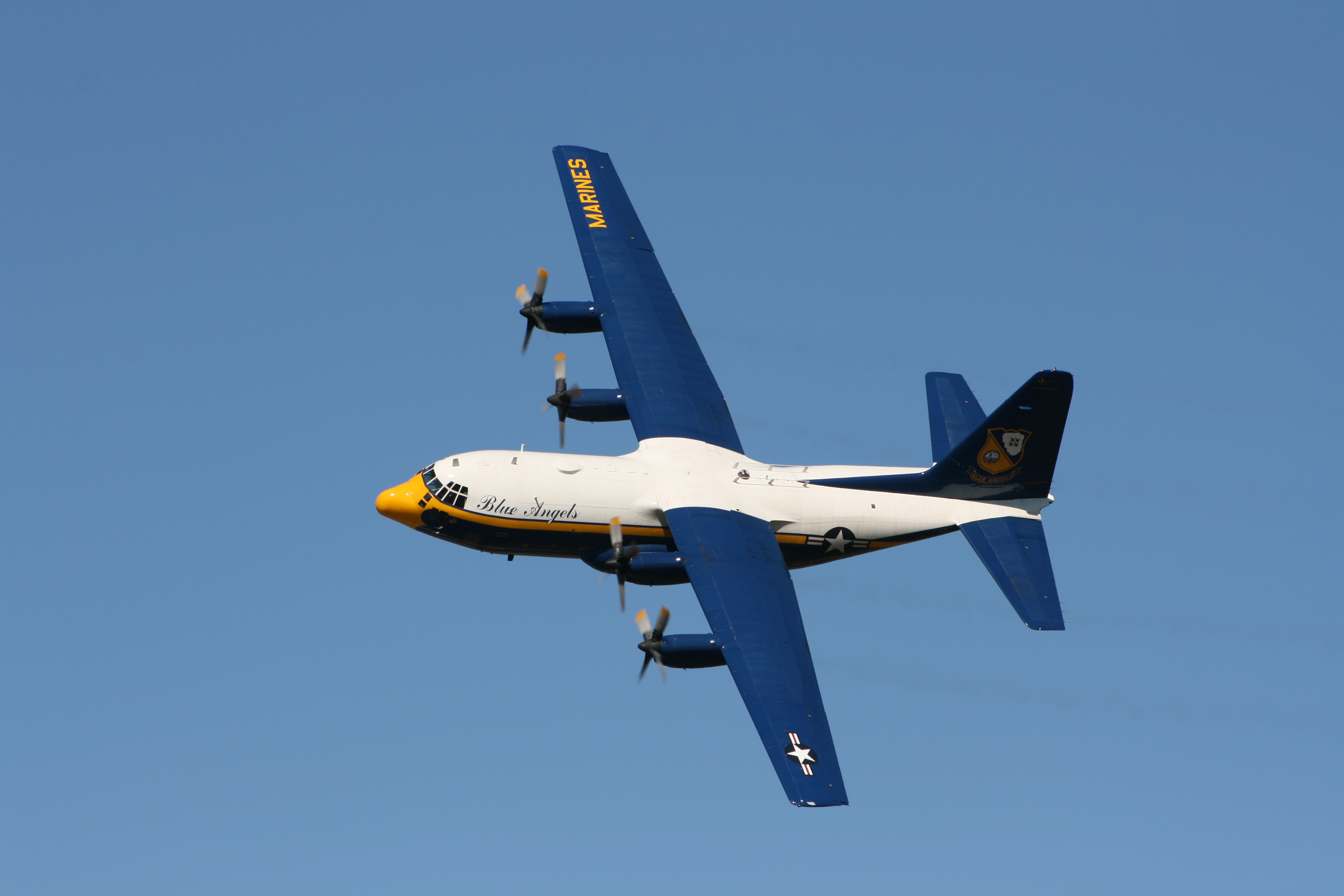
El C-130T Hércules Fat Albert de los Blue Angels.

5. Lockheed C-121 Super Constellation: 1969–1973
6. Lockheed C-130 Hercules "Fat Albert": 1970–2019
7. Lockheed Martin C-130J Super Hercules "Fat Albert": 2020–presente